# Богтюгское
Богтюгское — упразднённая деревня в Сокольском районе Вологодской области.
Входила в состав Двиницкого сельского поселения, с точки зрения административно-территориального деления — в Двиницкий сельсовет.
Расстояние по автодороге до районного центра Сокола — 56 км, до центра муниципального образования Чекшина — 18 км. Ближайшие населённые пункты — Карцево, Середнее, Косиково.
По данным переписи в 2002 году постоянного населения не было.
Упразднена 21 марта 2021 года.